# Acyphoderes velutina
Acyphoderes velutina là một loài bọ cánh cứng trong họ Cerambycidae.